# 夾心階層住屋計劃

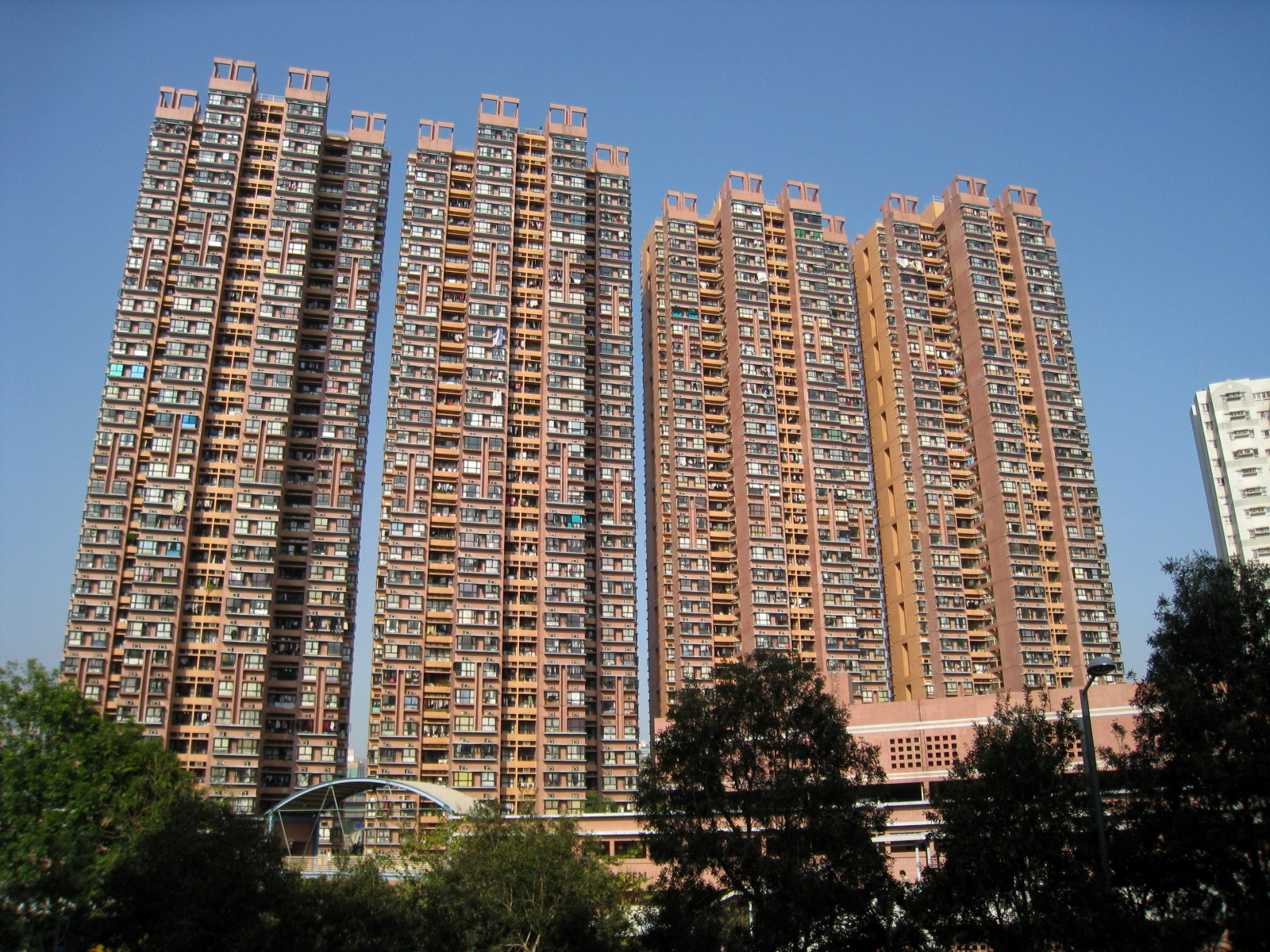
宏福花園

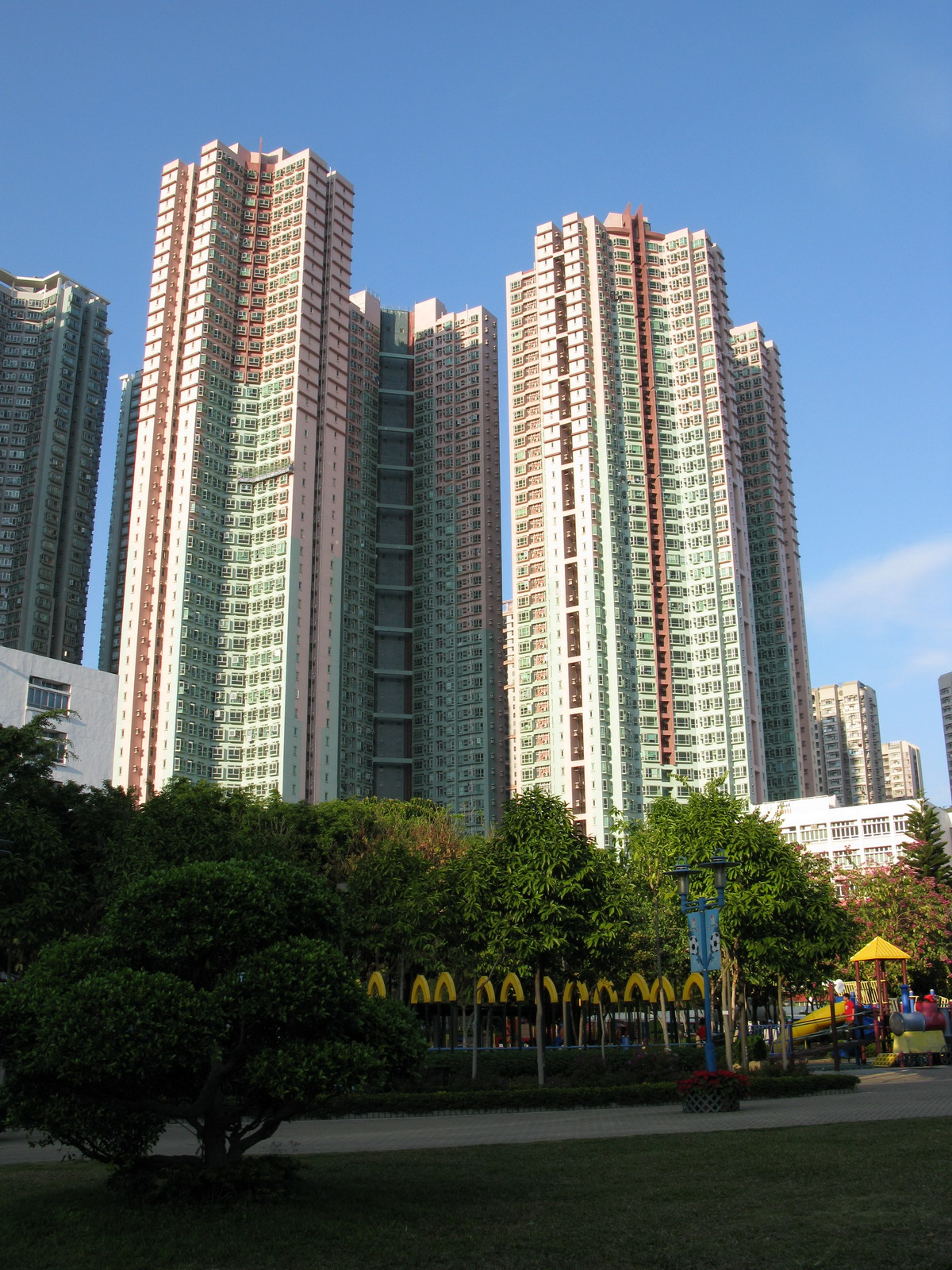
疊翠軒

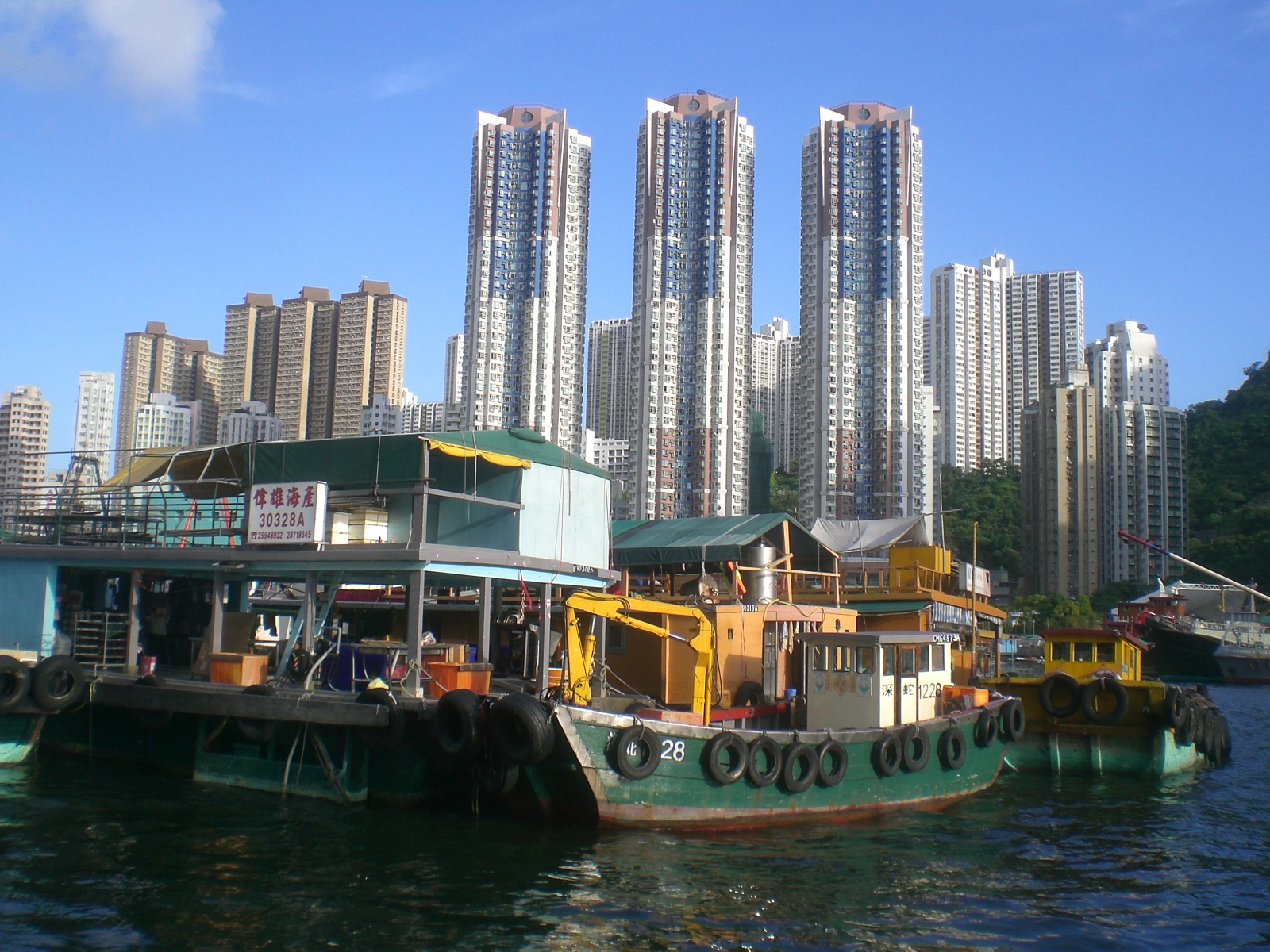
悅海華庭

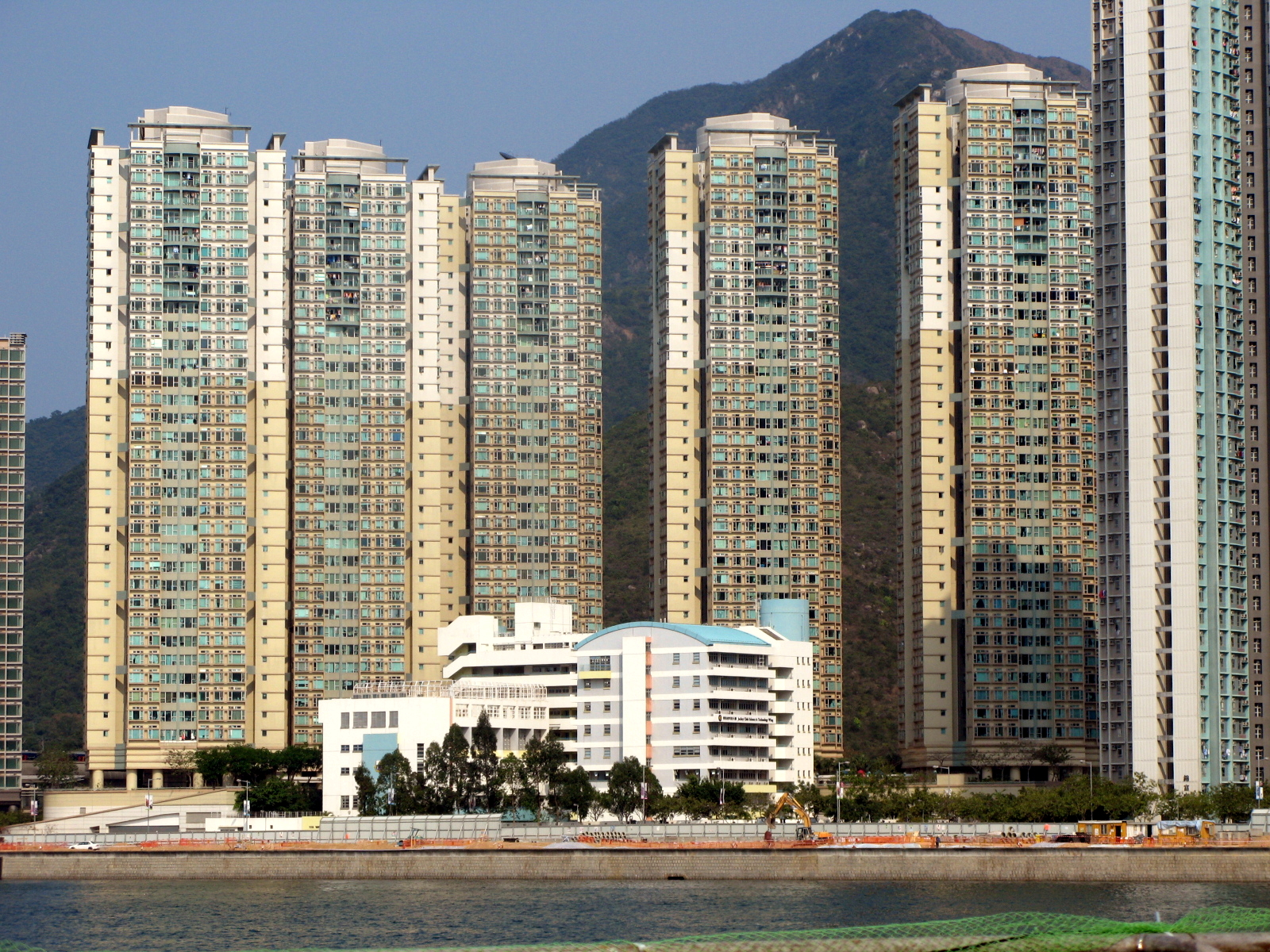
曉峯灣畔

夾心階層住屋計劃（英語：Sandwich Class Housing Scheme, SCHS），是1990年代由香港政府委托香港房屋協會興建的出售資助房屋，購入單位有五年轉售限制。計劃於1993年推出，原為收入不足以購買私人物業，又超出申請居者有其屋及公共屋邨資格的中產市民（俗稱「夾心階層」）解決住屋問題。全家入息介乎港幣20,001至40,000元就符合資格。計劃推行前，曾經稱為「三文治階層住屋計劃」（直譯自其英文名稱）。
此計劃中興建的屋苑稱為夾心階層住屋屋苑，簡稱夾屋，市場定位及售價均較居屋為高，但比私人樓宇低。此計劃的首個項目於1995年建成，是位於青衣宏福花園。
主權移交以後，董建華為了穩定樓價，1998年10月宣布停建夾心階層住屋，而尚餘四個建成未售的屋苑的其中三個（分別是堅尼地城加惠臺、馬鞍山曉峰灣畔及將軍澳怡心園）於2000年經香港房屋協會向政府補地價，及後運輸及房屋局批准改作私人樓宇，並以市值價格出售。而屯門景新臺則於2002年經政府批准轉作住宅發售計劃形式出售。
夾屋與居者有其屋計劃及住宅發售計劃屋苑不同，不設綠表市場，必先得到房協批准及向地政總署申請補地價，才能在自由市場放售。

## 夾心階層住屋屋苑
1. 宏福花園
2. 雅景臺
3. 芊紅居
4. 晴碧花園
5. 疊翠軒
6. 悅海華庭
7. 旭輝臺
8. 悅庭軒
9. 欣圖軒
10. 浩景臺

## 沒有興建/改以其他方式出售的夾屋項目
- 改作私人樓宇，以市值價格出售：

1. 加惠臺
2. 曉峰灣畔
3. 怡心園

- 改作住宅發售計劃方式出售：

1. 景新臺

- 未曾興建：

1. 天水圍第103區夾屋項目（今天晴邨第一、二期）[3]
2. 上水粉嶺36區夾屋項目（今祥龍圍邨及東華三院馬錦燦小學）
3. 前刑事偵緝學校夾屋項目[4]（原有古蹟獲保留，改建為香港浸會大學視覺藝術院）
4. 安達臣道發展計劃A地盤夾屋項目[5]（今安泰邨智泰樓）

## 外部連結
- 夾心階層住屋計劃（页面存档备份，存于）